# Dystrykt Central
Dystrykt Central (inna nazwa: Ngwato) – największy i najludniejszy dystrykt Botswany, znajdujący się we wschodniej części kraju. Stolica dystryktu to Serowe. W 2011 roku dystrykt ten zamieszkiwało niecałe 639 tys. ludzi. W 2001 roku liczba ludności wyniosła 563 260 osób.
Dystrykt Central podzielony jest na pięć poddystryktów: Bobonong, Boteti, Mahalapye, Poddystrykt Serowe (Palapye) i Tutume. Są w nim także trzy tzw. gminy miejskie : Orapa, Selebi-Phikwe i Sowa Town